# Ga Cổ Loa
Ga Cổ Loa là một nhà ga xe lửa tại huyện Đông Anh, thành phố Hà Nội. 